# Tungel Baru
Tungel Baru is een bestuurslaag in het regentschap Gayo Lues van de provincie Atjeh, Indonesië. Tungel Baru telt 275 inwoners (volkstelling 2010).